# Monte Hayford
El monte Hayford es el punto más alto del Borough de Ketchikan Gateway en el estado de Alaska (Estados Unidos).
Sus coordenadas son 55.7502778°N, 130.2858333°O, y su altura es de 1875 m s. n. m. (6152 pies).
Es la cima número 70 en la lista de los 100 picos más altos de Alaska, con una prominencia de 1005 m (3300 pies).
Aparece en el plano topográfico con la referencia Ketchican D-1 del Servicio Geológico de los Estados Unidos (USGS), donde también aparecen el Monte Dolly y el Monte Hinckley.
Otros accidentes geográficos próximos son el río Davis, los montes Seward y el canal de Portland, que sirve de frontera entre los Estados Unidos y Canadá.
Su nombre es un reconocimiento al geodesta John Fillmore Hayford (1868-1925).